# .college
.college è un dominio di primo livello generico.
Amministrato dalla società statunitense XYZ.COM LLC, è gestito dalla britannica CentralNic.
Inizialmente è stata offerta gratuitamente la registrazione del dominio per i possessori di un dominio .edu o .ac.uk.